# 녕원군
녕원군(寧遠郡, 표준어: 영원군)은 평안남도 북부에 있는 군이다.

## 위치와 지형
자강도와 가까운 평안남도 내륙 지역에 있는 군이다. 청천강 상류의 산악지대에 위치한다. 동쪽은 대흥군, 남쪽은 맹산군 함경남도 요덕군, 서쪽은 덕천시이며, 북쪽으로 묘향산맥을 경계로 자강도 희천시, 동신군와 접한다.
묘향산맥과 봉대봉산맥에 둘러싸여 산지가 대부분인 지형이다.

## 역사
고구려 시대에는 내청현(內淸縣)으로 불렸다. 고려 시대인 922년에는 영청현(永淸縣)에 속했고 조선 시대인 1396년에 영녕현(永寧縣)이 된 후, 1467년에 녕원군으로 개칭·승격했다.
1945년 8월 15일에 녕원군에는 9면이 속하고 있었다. 1952년 12월에 북한의 행정구역이 개편되었을 때, 동북부가 대흥군으로서 분리되었고 1954년 10월에 일부 지역을 돌려받아 현재의 녕원군의 범위가 정해졌다. 현재는 1읍 1동 23리가 속한다.

## 행정 구역
녕원군은 1읍(녕원읍)과 1동(옥천동) 23리(대성리, 도삼리, 도평리, 룡대리, 룡성리, 마산리, 문곡리, 송산리, 수하리, 순호리, 승통리, 신대리, 신리, 신막리, 신흥리, 영창리, 온양리, 장산리, 중삼리, 창산리, 청산리, 풍전리, 회양리)로 구성되어 있다.